# Edward G. Breen

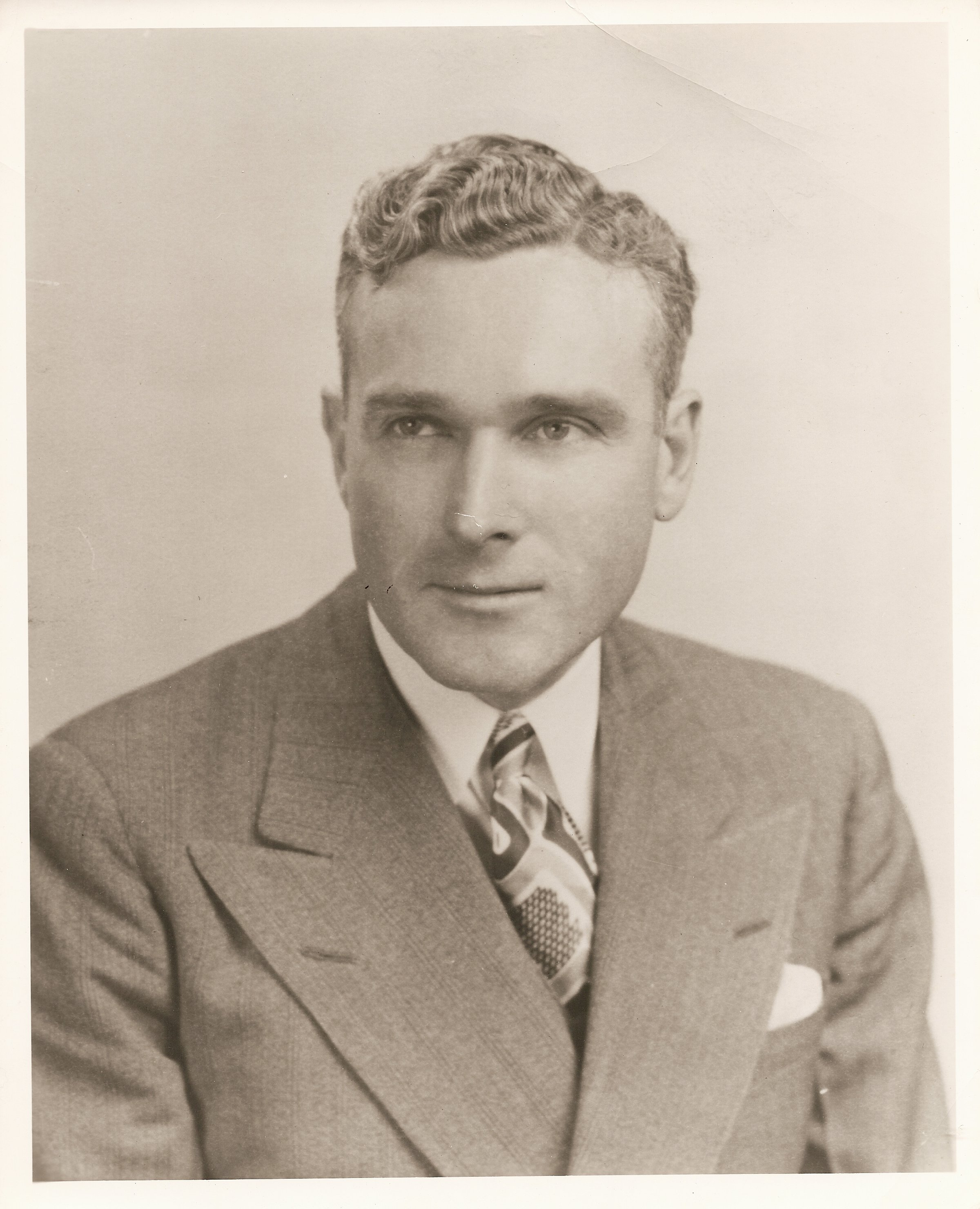
Edward G. Breen

Edward Grimes Breen (* 10. Juni 1908 in Dayton, Ohio; † 8. Mai 1991 ebenda) war ein US-amerikanischer Politiker. Zwischen 1949 und 1951 vertrat er den Bundesstaat Ohio im US-Repräsentantenhaus.

## Werdegang
Edward Breen besuchte die Corpus Christi Grammar School und studierte danach an der University of Dayton sowie an der Ohio State University. Anschließend arbeitete er in der Hotelbranche. Während des Zweiten Weltkrieges diente er als Major in der Fliegerstaffel der United States Army in Nordafrika und Italien. Danach war er Oberstleutnant der Army-Reserve. Nach dem Krieg schlug er als Mitglied der Demokratischen Partei eine politische Laufbahn ein. Zwischen November 1945 und April 1948 war er Bürgermeister von Dayton.
Bei den Kongresswahlen des Jahres 1948 wurde Breen im dritten Wahlbezirk von Ohio in das US-Repräsentantenhaus in Washington, D.C. gewählt, wo er am 3. Januar 1949 die Nachfolge des Republikaners Raymond H. Burke antrat. Nach einer Wiederwahl konnte er bis zu seinem Rücktritt aus gesundheitlichen Gründen am 1. Oktober 1951 im Kongress verbleiben. Diese Zeit war von den Ereignissen des Kalten Krieges geprägt.
Von 1955 bis 1960 saß Edward Breen im Bezirksrat des Montgomery County. Ansonsten arbeitete er in der Immobilien- und Versicherungsbranche. Er starb am 8. Mai 1991 in Dayton. Breen war seit 1956 mit Constance Focke verheiratet, mit der er zwei Kinder hatte.